# 博罗德
博罗德是德国莱茵兰-普法尔茨州的一个市镇。总面积3.16平方公里，总人口559人，其中男性270人，女性289人（2011年12月31日），人口密度177人/平方公里。